# Musina Reka

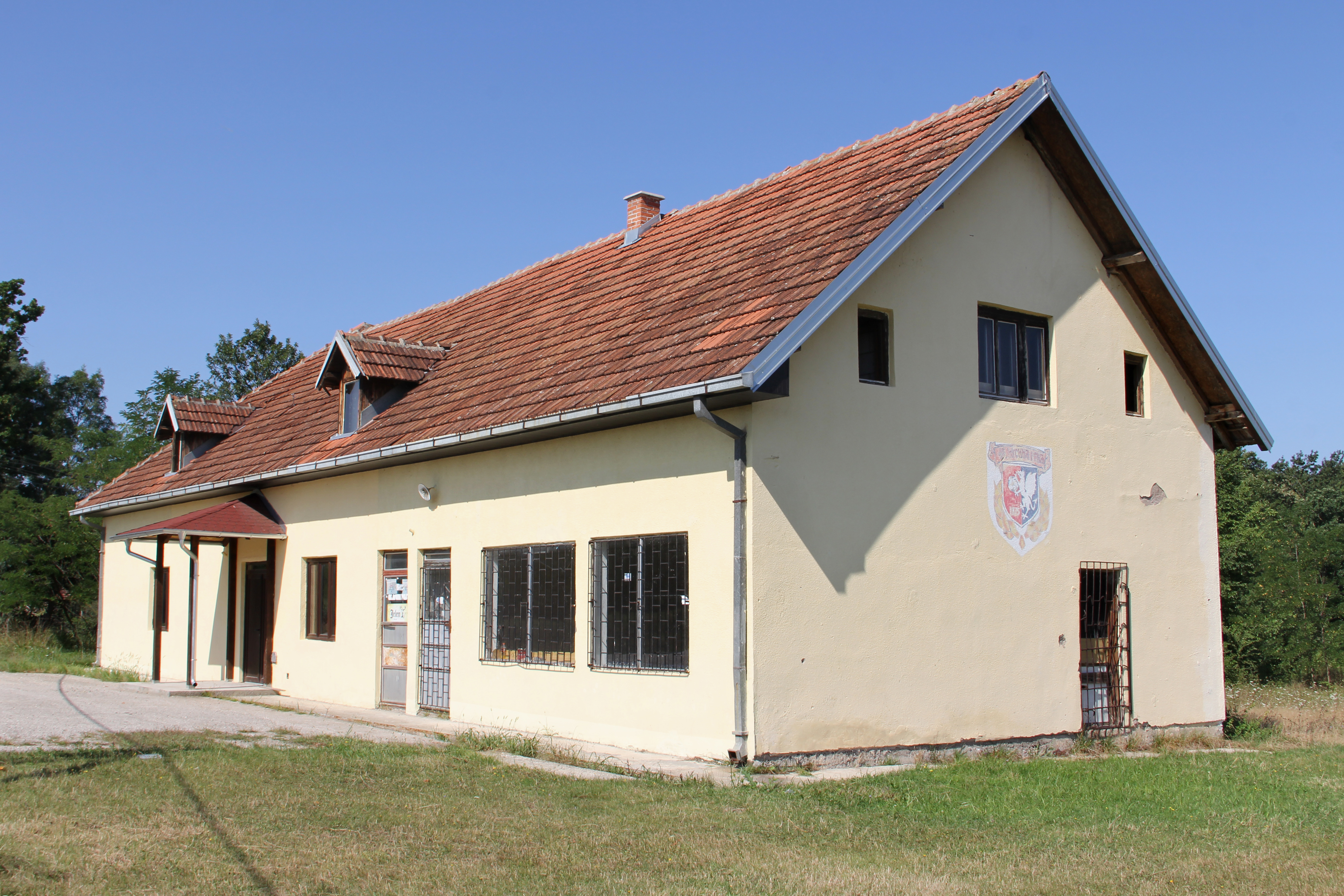
Maison de Musina Reka

Musina Reka (en serbe cyrillique : Мусина Река) est un village de Serbie situé sur le territoire de la ville de Kraljevo, district de Raška. Au recensement de 2011, il comptait 245 habitants.

## Démographie
| 1948 | 1953 | 1961 | 1971 | 1981 | 1991 | 2002 | 2011 |
| ---- | ---- | ---- | ---- | ---- | ---- | ---- | ---- |
| 290  | 312  | 332  | 344  | 365  | 326  | 274  | 245  |

|  |